# Clan Ōmura
Il clan Ōmura (大村氏?, Ōmura-shi) fu un clan di samurai del Giappone medievale della provincia di Hizen discendenti da Fujiwara no Sumitomo (morto 941).

## Storia
Al nipote di Fujiwara no Sumitomo, Fujiwara no Naozumi, venne assegnato un piccolo feudo nella provincia di Hizen, dove esso si spostò nei pressi del villaggio di Ōmura nei dintorni dell'anno 944. Durante il periodo Kamakura consolidarono il proprio potere nell'area. Al termine della guerra Ōnin e la penisola di Sonogi fu divisa in una miriade di piccoli feudi e gli Ōmura lottarono per il dominio. Nel 1474 il vicino clan Arima inflisse a Ōmura Sumiyoshi una significativa sconfitta e in seguito esercitò una notevole influenza sul clan Ōmura. Con l'avvento del periodo Sengoku la famiglia perse molta influenza e furono cacciati dall'area per sei anni (dal 1474 al 1480) da Arima Takajuni e Arima Haruzumi pose suo figlio a capo del clan ponendo fine alla linea sanguigna degli Ōmura. Ōmura Sumitada fu uno dei primi daimyō ad essere battezzato e rimase fedele alla propria religione fino alla morte.
I suoi discendenti si schierarono con Ishida Mitsunari durante la campagna di Sekigahara, ma nonostante la sconfitta riuscirono a mantenere il governo del proprio feudo, con una rendita di 28.000 koku, fino alla restaurazione Meiji.

## Membri importanti del clan[1]
- Ōmura Tadazumi (大村 忠澄?) discendente di Sumimoto di ottava generazione, fu il primo a prendere il cognome Ōmura, dal nome di un villaggio nella provincia di Hizen dove viveva.
- Ōmura Sumitada (大村 純忠?; 1532–1587)  figlio di Arima Haruzumi, fu scelto per succedere a Ōmura Sumiaki. Battezzato nel 1562 con il nome Bartolomeo fu il primo daimyō a rimanere fedele alla religione fino alla morte. Fu lui che nel 1568 aprì il porto di Fukae al commercio estero, che divenne in seguito la città di Nagasaki.
- Ōmura Yoshiaki (大村 喜前?; 1568–1615) figlio di Sumitada, fu anche lui un cristiano e ricevette il nome Sanche. Nel 1600 rimase neutrale durante la campagna di Sekigahara e dovette passare il proprio dominio al figlio. Spese il resto della sua vita in dissolutezza.
- Ōmura Sumiyori (大村 純頼?; 1592–1619) figlio di Yoshiaki. Fu battezzato e ricevette il nome Bartolomeo, come il nonno. Tuttavia verso la fine della sua vita perseguitò i Cristiani del suo feudo.
- Ōmura Sumihiro (大村 純熈?; 1831–1882) ricevette il titolo di conte dopo l'abolizione del sistema han.